# Alberto Mazzini
Alberto Mazzini (Buenos Aires, 25 de noviembre de 1942 - Buenos Aires, 23 de abril de 2023) fue un modelo, conductor y actor de cine, teatro, fotonovelas y televisión argentino.

## Biografía
Fundador y presidente del Club de Admiradores de Mirtha Legrand, inició su carrera como modelo a comienzos de 1960. Debutó en cine con Los viciosos (1962), y trabajó en roles de reparto en unos 20 filmes, destacándose en Los inocentes, Los guerrilleros, Juegos de verano, La colimba no es la guerra, Con alma y vida, Disputas en la cama y Hotel de señoritas. En 1991 trabajó como extra en la película norteamericana Highlander II: The Quickening protagonizada por Christopher Lambert y Sean Connery. En la pantalla grande secundó a grandes artistas como Luis Sandrini, José Marrone, Carlitos Balá, Graciela Borges, Lautaro Murúa, Arturo García Buhr y Ricardo Morán, entre otros.
En teatro se lució en Un extraño en mi cama, El violinista en el tejado, Hay fiesta en el conventillo y Una noche muy divertida. Fue uno de los primeros actores argentinos en hacer un desnudo en teatro en el país en la obra Pabellón 7. Fue también director del espectáculo El globo.
En televisión intervino en ciclos como La cuñada, Las gatitas y ratones de Porcel, El pulpo negro con Narciso Ibáñez Menta y Todo por dos pesos. En 1996 tuvo la oportunidad de debutar como conductor del programa Star's Night donde entrevisto a su gran amiga Mirtha Legrand.

## Filmografía
- 1991: Highlander II: The Quickening.
- 1990: Extermineitors II: La Venganza del Dragón.
- 1986: En busca del brillante perdido
- 1980: Comandos Azules.
- 1973: Juegos de verano.
- 1972: La colimba no es la guerra
- 1972: Disputas en la cama.
- 1971: Siempre te amaré.
- 1970: El Señor Presidente.
- 1970: Con alma y vida
- 1970: Pimienta y Pimentón.
- 1968: Maternidad sin hombres
- 1966: Una máscara para Ana.
- 1965: Los guerrilleros.
- 1963: Canuto Cañete, conscripto del siete
- 1963: Los inocentes.
- 1962: Los viciosos.

## Televisión
- 2008: Todos contra Juan
- 1996: Star's Night (conducción).
- 1990: Las Gatitas y Ratones de Porcel
- 1985: El Pulpo negro
- 1987: La cuñada.
- 1982: El oriental
- 1980: Hola, Pelusa
- 1971: Alta Comedia
- 1970: Los parientes de la Galleguita.
- 1970: Rosario llama.
- 1965: Candilejas.

## Fotonovelas
- Extraña situación con Elsa Daniel y Sebastián Vilar.